# Ahmad Kuraj
Ahmad Ali Muhammad Kuraj (arab. احمد علي محمد قريع, Aḥmad ʿAlī Muḥammad Qurayʿ, znany też jako Abu Ala, ur. 26 marca 1937 w Abu Dis, zm. 22 lutego 2023) – palestyński polityk, w latach 1996–2003 przewodniczący Parlamentu Autonomii Palestyńskiej, w latach 2003–2005 i 2005–2006 premier Autonomii Palestyńskiej.

## Życiorys
W 1968 porzucił karierę w bankowości, wstąpił wtedy do organizacji Fatah.
Był jednym z negocjatorów porozumień z Oslo w 1993. W 1994 został mianowany ministrem gospodarki w pierwszym rządzie Autonomii Palestyńskiej. Od października 2003 do grudnia 2005 pełnił funkcję premiera Autonomii Palestyńskiej i ministra ds. bezpieczeństwa. W grudniu 2005 zrezygnował ze stanowiska w związku z ubieganiem się o miejsce w parlamencie i został tymczasowo zastąpiony przez Nabila Sza’asa. Po dziewięciu dniach (24 grudnia) wycofał się jednak z kandydowania i powrócił na stanowisko premiera. Ponownie złożył rezygnację 26 stycznia 2006, w związku ze zwycięstwem Hamasu w wyborach parlamentarnych.
Zmarł 22 lutego 2023, przed śmiercią chorował na serce. W 2002 przeszedł zawał serca.